# Worldscale
Worldscale (WS) is een vrachtprijsindex die wordt gebruikt in de tankvaart. De schaal bevat 320.000 tarieven die worden berekend aan de hand van een standaardschip. Hiervan worden de kosten om een ton lading te vervoeren op een rondreis berekend voor de verschillende tankerroutes. Jaarlijks worden deze kosten vastgesteld door Worldscale Association (NYC) INC in New York voor Amerika en Worldscale Association (London) Limited voor de rest van de wereld. Deze bestaan uit de belangrijkste scheepsmakelaars uit beide steden.

## Geschiedenis
Het systeem is gebaseerd op de methodiek die werd ontwikkeld in het Verenigd Koninkrijk tijdens de Tweede Wereldoorlog. Voor de oorlog werden de vrachtprijzen voor elke reis apart vastgesteld. In de oorlog vorderde de Britse en later de Amerikaanse overheid de schepen en kregen de reders een vergoeding op basis van een dagprijs. Als de overheid scheepsruimte over had, werd deze op basis van schalen verhuurd aan de oliemaatschappijen. De schalen waren dusdanig dat na aftrek van haven-, bunker- en kanaalkosten de dagprijs voor alle reizen gelijk was.
Op 1 januari 1946 ging de laatste schaal in van het Britse Ministry of Transport dat bekend werd onder de afkorting MOT, terwijl de op 1 februari 1946 ingaande prijzen van het United States Maritime Commission bekend werden als USMC. De overheden bleven tot in 1948 de vrachtprijzen bepalen. Men zag steeds meer de voordelen van het werken met schalen en prijzen werden onderhandeld in percentages boven of onder MOT of USMC, afhankelijk van vraag en aanbod. Tussen 1952 en 1962 werden verschillende schalen gebruikt, onder meer Scales Nos. 1, 2 en 3 en daarna Intascale in Londen en American Tanker Rate Schedule (ATRS) in New York. In 1969 werden Intascale en ATRS vervangen door de Worldwide Tanker Nominal Freight Scale, in het kort Worldscale. De toevoeging nominaal gaf aan dat de schaal geen werkelijke vrachtprijs inhield, maar een basis was voor onderhandelingen.
Met de introductie van Worldscale werd het gebruikelijk om de afgesproken vrachtprijs uit te drukken als direct percentage, zodat Worldscale 100 betekent dat de overeengekomen vrachtprijs 100 procent is van het gepubliceerde tarief. Van september 1969 tot het einde van 1988 werd de schaal regelmatig aangepast aan veranderde bunkerprijzen en havenkosten, maar bleef het vaste huurdeel van $1800 gelijk. De schalen uit Londen waren tot 1989 gebaseerd op de tweeëndertig shilling en zes pence voor de reizen van Curaçao naar Londen.
Vanaf 1 januari 1989 werd de New Worldscale geïntroduceerd, al snel weer bekend als Worldscale. Hierbij verliet men het oude op het MOT gebaseerde systeem en ging men op basis van vele verschillende berekeningen over op een standaardschip van 75.000 ton